# Thomas Cook Airlines Belgium
Thomas Cook Airlines Belgium war eine belgische Charterfluggesellschaft mit Sitz in Zaventem und Basis auf dem Flughafen Brüssel-Zaventem. Sie stellte Ende Oktober 2017 ihren Betrieb ein.

## Geschichte
Thomas Cook Airlines Belgium war am 12. Dezember 2001 als Charter- und Ad-hoc/ACMI-Gesellschaft von der deutschen Thomas Cook AG gegründet worden, um den belgischen Markt zu bedienen. Der Flugbetrieb wurde am 13. März 2002 aufgenommen. Seit dem 19. Juni 2007 gehörte sie durch den Zusammenschluss von Thomas Cook und MyTravel Group PLC zur Thomas Cook Group.
Am 30. März 2017 wurde der Verkauf des Unternehmens zum Herbst 2017 bekanntgegeben, wobei Brussels Airlines die größten Teile der Thomas Cook Airlines Belgium übernehmen würde. Rund 160 Piloten und Flugbegleiter, alle Slots sowie zwei Airbus A320 wurden zu Brussels Airlines überführt und der Flugbetrieb am 27. Oktober 2017 eingestellt. Geplant war, dass die verbliebenen drei Airbus A320 an die neue Thomas Cook Airlines Balearics in Spanien abgetreten werden sollten.
Anfang November 2017 übernahm SHS Aviation B.V., die niederländische Holdinggesellschaft der VLM Airlines, zwei Airbus A320 sowie das Air Operator Certificate (AOC) der Thomas Cook Airlines Belgium. Das AOC und die Flugzeuge wurden zum Aufbau der eigenständigen, in Brüssel ansässigen Fluggesellschaft VLM Airlines (2017) genutzt, die im Gegensatz zur ursprünglichen VLM Airlines im Bereich der ACMI-Vermietung aktiv war.

## Flugziele
Thomas Cook Airlines Belgium betrieb Urlaubscharterflüge von Belgien in den Mittelmeerraum. Die Heimatbasis war der Flughafen Brüssel-Zaventem. Daneben flog sie auch von Lüttich.

## Flotte

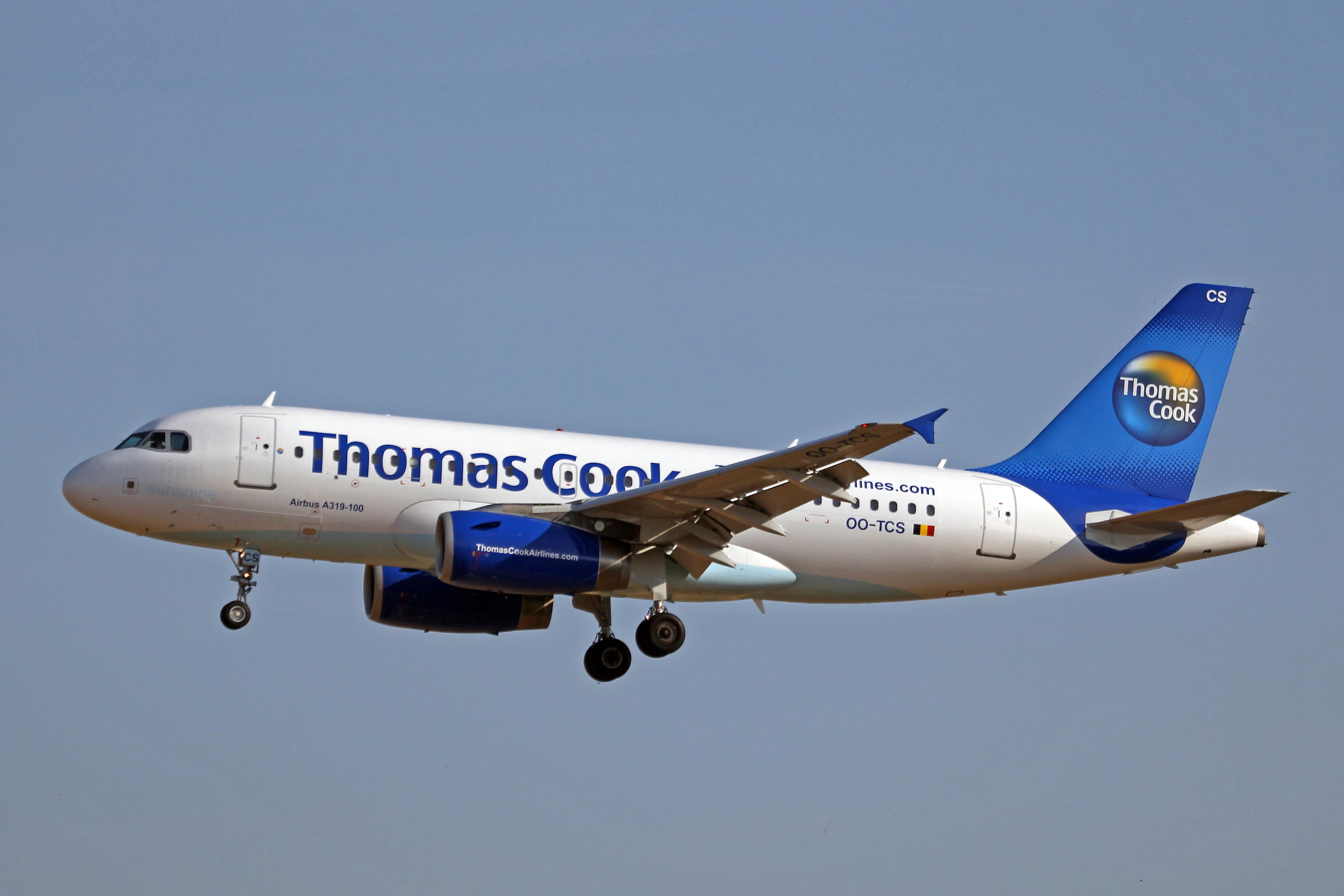
Airbus A319-100 der Thomas Cook Airlines Belgium

Mit Stand Oktober 2017 bestand die Flotte der Thomas Cook Airlines Belgium aus fünf Flugzeugen mit einem Durchschnittsalter von 18,3 Jahren:
| Flugzeugtyp     | Anzahl | bestellt | Anmerkungen                | Sitzplätze |
| --------------- | ------ | -------- | -------------------------- | ---------- |
| Airbus A320-200 | 3      |          |                            | 180        |
| Boeing 737-500  | 1      |          | betrieben durch Air Baltic | 120        |
| Gesamt          | 4      |          |                            |            |

### Sonderbemalungen
| Flugzeugtyp     | Luftfahrzeugkennzeichen | Bemalung               | Zeitraum                                                    | Bild |
| --------------- | ----------------------- | ---------------------- | ----------------------------------------------------------- | --- |
| Airbus A320-200 | OO-TCH                  | „10 Years Anniversary“ | März 2012 bis Juli 2013                                     | Bild gesucht Die Wikipedia wünscht sich an dieser Stelle ein Bild. Falls du dabei helfen möchtest, erklärt die Anleitung , wie das geht. |
| Airbus A320-200 | OO-TCH                  | „Ice Watch“            | Juli 2013 bis November 2014                                 | |
| Airbus A320-200 | OO-TCI                  | „Santa Clause“         | Dezember 2005 bis Januar 2006 Dezember 2006 bis Januar 2008 | Bild gesucht Die Wikipedia wünscht sich an dieser Stelle ein Bild. Falls du dabei helfen möchtest, erklärt die Anleitung , wie das geht. |
| Airbus A320-200 | OO-TCI                  | „Mega Mindy“           | Mai bis Oktober 2009                                        | Bild gesucht Die Wikipedia wünscht sich an dieser Stelle ein Bild. Falls du dabei helfen möchtest, erklärt die Anleitung , wie das geht. |
| Airbus A320-200 | OO-TCI                  | „Gran Canaria“         | April 2013 bis Januar 2015                                  | |
| Airbus A320-200 | OO-TCN                  | „Kim Clijster“         | April 2010 bis Oktober 2012                                 | Bild gesucht Die Wikipedia wünscht sich an dieser Stelle ein Bild. Falls du dabei helfen möchtest, erklärt die Anleitung , wie das geht. |
| Airbus A320-200 | OO-TCP                  | „Kabouter Plop“        | Juni 2010 bis November 2013                                 | |